# آل سانت جون

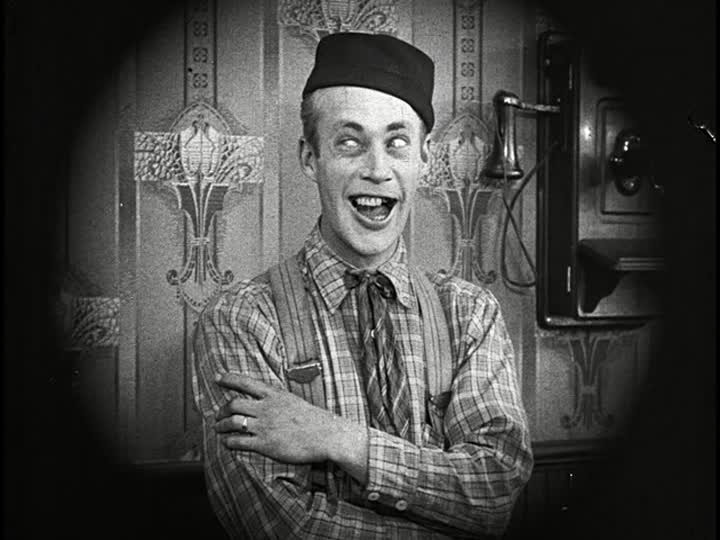
آل سانت جون في love سنة 1919

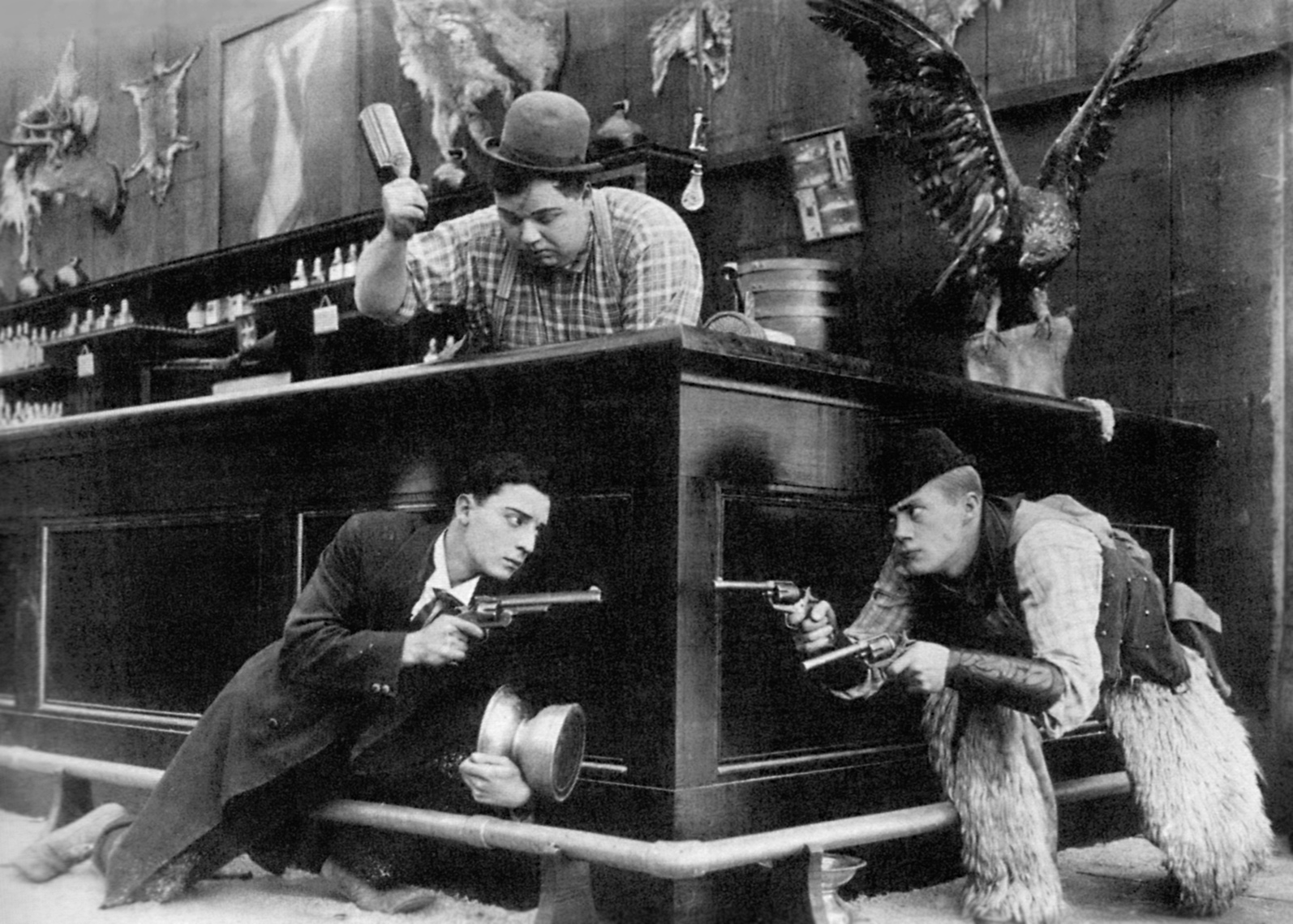
آل سانت جون (يمين) مع روسكو آرباكل (فوق) و باستر كيتون (يسار) في في الغرب سنة 1918

آل سانت جون (بالإنجليزية:Al St. John) كان ممثل أفلام أمريكي، وكان ابن أخت الممثل روسكو آرباكل.

## من أفلامه
- مأزق مابل الغريب
- تانجو تانجلز
- السكارى
- ماضيه ما قبل التاريخ
- صبي الجزار
- البيت العنيف
- ليلة زفافه
- اوه دكتور!
- كوني آيلاند
- بطل الريف
- في الغرب
- الحمال
- مونشاين
- ليلة سعيدة، يا ممرضة!
- الطباخ
- وراء الكواليس
- الجراج
- الفزاعة
- الإشارة السرية
- الجنرال

## وصلات خارجية
- آل سانت جون على موقع IMDb (الإنجليزية)
- آل سانت جون على موقع أول موفي (الإنجليزية)
- آل سانت جون على موقع قاعدة بيانات الأفلام السويدية (السويدية)
- آل سانت جون على موقع قاعدة بيانات الفيلم (الإنجليزية)
- آل سانت جون على موقع كينوبويسك (الروسية)